# Ljubisa Ristić
Pour les articles homonymes, voir Ristic.
Ljubisa Ristić est un joueur de volley-ball bosniaque né le 13 novembre 1967 à Brčko. Il mesure 1,92 m et joue réceptionneur-attaquant.

## Clubs
| Club                | Pays      | De        | À         |
| ------------------- | --------- | --------- | --------- |
| PAOK Salonique      | Grèce     | 1994-1995 | 1994-1995 |
| Esperos             | Grèce     | 1995-1996 | 1995-1996 |
| Ktisron             | Grèce     | 1996-1997 | 1996-1997 |
| Naples              | Italie    | 1997-1998 | 1999-2000 |
| Salerne             | Italie    | 2000-2001 | 2000-2001 |
| VfB Friedrichshafen | Allemagne | 2001-2002 | 2002-2003 |
| Forlì               | Italie    | 2003-2004 | 2004-2005 |
| Corigliano          | Italie    | 2005-2006 | …         |

## Palmarès
- Championnat d'Allemagne : 2002
- Coupe d'Allemagne : 2002, 2003